# Моравани-над-Вагом
Моравани-над-Вагом (словац. Moravany nad Váhom) — село, громада округу П'єштяни, Трнавський край. Кадастрова площа громади — 10.79 км².
Населення 2498 осіб (станом на 31 грудня 2020 року).

## Історія
Моравани-над-Вагом згадуються 1348 року.

## Географія
Протікають річка Стрєборниця і Губінський потік.

## Населення
| Рік:            | 1994. | 2004.    | 2014.    | 2024.   |
| --------------- | ----- | -------- | -------- | ------- |
| Кількість осіб: | 1803  | 2041     | 2330     | 2505    |
| Різниця:        |       | +13,20 % | +14,15 % | +7,51 % |

| Рік:            | 2023. | 2024.   |
| --------------- | ----- | ------- |
| Кількість осіб: | 2485  | 2505    |
| Різниця:        |       | +0,80 % |